# 노온서
노온서(路溫舒, ? ~ ?)는 전한 후기의 관료로, 자는 장군(長君)이며 거록군 동리(東里) 사람이다.

## 생애
할아버지로부터 천문과 역법을 배웠다. 마을의 문지기였던 아버지는 노온서에게 양을 치게 하였는데, 노온서는 물가의 부들을 꺾어다가 간독으로 삼아 글을 베껴 공부하였다. 장성하여 옥리가 되었고, 율령을 익혀 옥사(獄史)로 전임되었다. 현에서는 의심스러운 사건이 있을 때마다 노온서에게 심리를 부탁하였고, 현에 행차한 태수는 노온서의 재능을 높이 사 결조사(決曹史)로 발탁하였고, 이후 노온서는 효렴으로 천거되어 산읍승(山邑丞)이 되었으나 법에 걸려 파면되었다가 다시 부름을 받아 군리(郡吏)가 되었다.
원봉 연간, 정위 이광의 주조연(奏曹掾)이 되었고, 정위의 사(史)를 겸임하였다.
선제가 즉위하였을 때, 노온서는 선제에게 올린 상주문이 선제의 마음에 들어 광양나라의 사부장(私府長)이 되었고, 이후 광양내사의 천거로 우부풍의 승이 되었다.
조정에서 흉노에 사자로 갈 대신을 물색하고 있었을 때, 우부풍승 노온서는 자진하여 사자가 되겠다고 하였다. 그러나 도요장군 범명우·태복 두연년은 사정을 알아보고는 노온서를 도로 우부풍으로 돌려보냈다.
훗날 임회태수가 되어 치적을 쌓았고, 관직에 있던 중 죽었다. 자손들은 모두 주목·태수 등 고관에 이르렀다.

## 출전
- 반고, 《한서》 권51 가추매노전